# Lampetis punctatissima
Lampetis punctatissima es una especie de escarabajo del género Lampetis, familia Buprestidae. Fue descrita científicamente por Fabricius en 1775.